# قرقیزستان
قرقیزستان با نام رسمی جمهوری قرقیزستان (به قرقیزی: Кыргыз Республикасы) کشوری محصور در خشکی در آسیای مرکزی است.
این کشور از شمال با قزاقستان و از جنوب با چین و از غرب با ازبکستان و از جنوب غربی با تاجیکستان هم‌مرز هست. پایتخت و بزرگ‌ترین شهر آن، بیشکک با ۸۷۰ هزار نفر جمعیت است. زبان رسمی آن زبان‌های قرقیزی و روسی است. قرقیزستان به همراه قزاقستان، تنها کشورهایی در آسیای مرکزی هستند که زبان روسی را در کشورهای خود به عنوان زبان رسمی حفظ کرده‌اند. ۷۲٫۶ درصد از مردم قرقیزستان را، قرقیزها، ۱۴ درصد را ازبک‌ها، ۹ درصد را روس‌ها و باقی جمیعت قرقیزستان را سایر اقوام تشکیل می‌دهند. حکومت کشور قرقیزستان به‌صورت سکولار می‌باشد. ۸۰ درصد از مردم این کشور مسلمان و ۱۷ درصد نیز پیرو کلیسای ارتدکس روسی هستند. مردم قرقیز دارای پیشینه‌ای مغولی و ترکی هستند و زبان قرقیزی نیز، شاخه‌ای از زبان‌های ترکی است.
قرقیزستان منطقه‌ای کوهستانی است که در قدیم از سکونتگاه قوم سکا بود. امروزه افزون بر خاستگاه ترک‌تبار، فرهنگ بیشتر مردم این کشور از فرهنگ ایرانی، مغولی و روسی نیز تأثیر پذیرفته است.

## نام
ریشه نام قرقیز از واژه ترکی «قرخ» به معنی «چهل» گرفته شده و قرقیز یا قرخ بیز (به معنی ما چهلیم) به چهل ایل در حماسه مناس اشاره دارد که توسط یک قهرمان افسانه‌ای در برابر اویغورها متحد شدند. داستان‌های مناس، حماسه ملی قرقیزها را تشکیل می‌دهد. پسوند ـِستان در نام این کشور پسوندی فارسی به معنی سرزمین، جا و مکان است، پس بدین‌ترتیب، قرقیزستان به معنی «سرزمین قرقیزها» است. چهل پرتوی خورشید که بر روی پرچم قرقیزستان دیده می‌شود اشاره‌ای است به چهل ایل یادشده و شکل مدور میان پرتوها نمادی از تاج چوبی بر روی یورتهای کوچ‌نشینان آسیای میانه است.
در فارسی دری افغانستان گاهی قرقیزستان را به صورت قرغیزستان نیز می‌نویسند. همچنین در متون کهن پارسی به‌صورت خِرخیز نیز نامیده شده است:
ز خرخیز و از چاچ و از کاشغر | بسی پهلوان خواند زرین کمر

## جغرافیا
قرقیزستان ۱۹۹ / ٬۹۵۱ کیلومتر مربع مساحت و حدود ۷ میلیون نفر جمعیت دارد و پایتخت آن شهر بیشکک است. جمهوری قرقیزستان در قسمت شمال شرقی آسیای مرکزی واقع شده است و از شمال با قزاقستان، از جنوب با تاجیکستان، از غرب با ازبکستان و از شرق و جنوب شرقی با چین همسایه و هم‌مرز است. این کشور دارای آب و هوای معتدل کوهستانی، بهار و تابستان معتدل و زمستانی سرد است.
مسافرت در این کشور به دلیل کوهستانی بودن و عدم دسترسی به دریاها امری مشکل است.
دریاچه ایسیق‌کول در شمال شرق کوهستان تیان‌شان بزرگ‌ترین دریاچه قرقیزستان و دومین دریاچه بزرگ کوهستان در جهان پس از دریاچه تیتیکاکا است. بلندترین قله‌های قرقیزستان در کوهستان قاقشال‌داغ واقع شده‌اند که مرز کشور با چین را تشکیل می‌دهند. جنگش چاقوسو با ارتفاع ۷٬۴۳۹ متر بلندترین قله کشور است. این قله شمالی‌ترین قله با ارتفاع بالای هفت هزار متر در جهان است.
آب‌وهوای مناطق این کشور با هم تفاوت دارد به‌طوری‌که دره فرغانه در جنوب غرب، نیمه‌گرمسیری و بسیار گرم در تابستان است که دما در آن به ۴۰ درجه سانتیگراد هم می‌رسد اما کوهپایه‌های شمالی کشور آب‌وهوای معتدلی دارند و کوهستان تیان‌شان هوای خشک بَرّی و در ارتفاعات آب‌وهوای سرد قطبی دارد. در سردترین مناطق قرقیزستان در خلال زمستان دمای هوا در حدود ۴۰ روز زیر صفر است و در برخی بیابان‌های آن تمام زمستان برف می‌بارد.
یک ناحیه کوچک به نام برک که در احاطه خاک ازبکستان قرار دارد متعلق به قرقیزستان می‌باشد. به این‌گونه نواحی برون‌بوم گفته می‌شود. ازبکستان به نوبه خود چهار برون‌بوم در احاطه خاک قرقیزستان دارد به نام‌های ساخ، شاه مردان، چان‌قره و ینگه‌ایل. در میان آن‌ها اکثریت جمعیت ساخ و شاه مردان تاجیک و فارسی‌زبان هستند. کشور تاجیکستان نیز دو برون‌بوم به نام‌های واروخ و قره‌آغاچ در قرقیزستان دارد.

### اختلافات مرزی
از زمان استقلال کشورهای آسیای میانه از شوروی در ۱۹۹۱ میلادی، میان این کشورها به ویژه ازبکستان، تاجیکستان و قرقیزستان اختلافات مرزی وجود دارد و این کشورها تاکنون به‌طور کامل برای حل این اختلافات به نتیجه نرسیده‌اند. قرقیزستان و ازبکستان بر سر حدود ۳۰۰ کیلومتر از یک‌هزار کیلومتر مرز مشترک خود، اختلاف دارند. تاجیکستان و قرقیزستان نیز از ۹۷۶ کیلومتر مرز مشترک بین دو کشور تا امروز در مجموع ۵۰۴ کیلومتر را مشخص و علامت‌گذاری کرده‌اند.
اختلافات مرزی قرقیزستان با تاجیکستان باعث چندین ماجرا از جمله درگیری‌های مسلحانه بین ساکنان دو طرف در مناطق لیلک و بادکند قرقیزستان با نواحی اسفره و باباجان غفورف تاجیکستان شده است. تنها در سال ۲۰۱۴ در مرز قرقیزستان با تاجیکستان ۳۰ درگیری رخ داد که باعث زخمی شدن چندین نفر از اتباع هر دو کشور شد. قرقیزستان در ابتدای سال ۲۰۱۴ در پی یک نزاع، مرزهایش با تاجیکستان را برای سه ماه بست و سفیرش را از دوشنبه فراخواند.

## تقسیمات کشوری
این کشور شامل ۷ استان به نام‌های چوئی، ایسیق‌کول، نارین، تلاس، بادکَند، اوش و جلال‌آباد است. (شهر بیشکک به‌طور مستقل اداره می‌شود، شهر اوش نیز از واحدهای تقسیم کشوری به‌شمار می‌آید):
| # | استان یا شهر   | مرکز     | مساحت (ک. م) | جمعیت (۲۰۱۵) | نقشه                     |
| - | -------------- | -------- | ------------ | ------------ | ------------------------ |
| ۱ | بیشکک (شهر)    | -        | ۱۶۹٬۹        | ۹۳۷٫۴۰۰      | تقسیمات کشوری قرقیزستان. |
| ۲ | استان بادکند   | بادکند   | ۱۷٫۰۰۰       | ۴۸۰٫۷۰۰      | تقسیمات کشوری قرقیزستان. |
| ۳ | استان چوئی     | بیشکک    | ۲۰٫۲۰۰       | ۸۷۰٫۳۰۰      | تقسیمات کشوری قرقیزستان. |
| ۴ | استان جلال‌آباد | جلال‌آباد | ۳۳٫۷۰۰       | ۱٫۱۲۲٫۴۰۰    | تقسیمات کشوری قرقیزستان. |
| ۵ | استان نارین    | نارین    | ۴۵٫۲۰۰       | ۲۷۴٫۵۰۰      | تقسیمات کشوری قرقیزستان. |
| ۶ | استان اوش      | اوش      | ۲۹٫۲۰۰       | ۱٫۲۲۸٫۴۰۰    | تقسیمات کشوری قرقیزستان. |
| ۷ | استان تلاس     | تلاس     | ۱۱٫۴۰۰       | ۲۴۷٫۲۰۰      | تقسیمات کشوری قرقیزستان. |
| ۸ | استان ایسیق‌کول | قراکول   | ۴۳٫۱۰۰       | ۴۶۳٫۹۰۰      | تقسیمات کشوری قرقیزستان. |
| ۹ | اوش (شهر)      | -        | ۱۸٬۵         | ۲۷۰٫۳۰۰      | تقسیمات کشوری قرقیزستان. |

## تاریخ
سکاها که قومی ایرانی‌تبار بودند ساکنان نخستین منطقه کنونی قرقیزستان را تشکیل می‌دادند.
ریشه‌های فرهنگی قرقیزها را در بخش‌های بالایی رود ینی‌سئی در کوه‌های آلتای پیدا کرده‌اند. بنظر می‌رسد آنان در قرن دهم میلادی از آلتای، به جایی که اکنون قرقیزستان نام دارد، مهاجرت کرده‌اند و در آنجا ساکن شده‌اند. ترکان سلجوقی و مغول‌ها تأثیر زیادی بر فرهنگ این منطقه گذاشته‌اند. قرقیزها اسلام و تیراندازی را از ترکان سلجوقی و اسب‌سواری ماهرانه را از سواران ترک‌نژاد آسیای میانه یادگرفتند. هنوز هم سوارکاران چابکی در این کشور یافت می‌شود.
در اوایل سدهٔ ۱۹ میلادی، قرقیزستان تحت حکومت خانات خوقند درآمد. در سال ۱۸۷۶ قرقیزستان به امپراتوری روسیه ضمیمه شد که باعث برخی از تنش‌ها و شورش‌ها شد. در طول تسلط روسیه بسیاری از قرقیزها به چین و افغانستان مهاجرت کردند.

جمهوری شوروی سوسیالیستی قرقیزستان

در ۱۹۱۸ اتحاد شوروی در این منطقه برقرار و در ۱۹۲۴ قرقیزستان بخشی از منطقه خودمختار کارا – قرقیز شناخته شد. در ۱۹۲۶ این نام به جمهوری خودمختار شوروی سوسیالیستی قرقیزستان تغییر یافت و دوباره در سال ۱۹۳۶ به نام جمهوری شوروی سوسیالیستی قرقیزستان و به عنوان بخشی از جمهوری‌های اتحاد جماهیر شوروی به رسمیت شناخته شد.
در دوران تسلط شوروی، قرقیزستان از نظر اقتصادی و اجتماعی توسعه یافت. در ۱۹۲۴ الفبای جدید عربی به رسمیت شناخته شد که بعدها در سال ۱۹۲۸ به لاتین و در ۱۹۴۱ به سیرلیک تغییر یافت.
بر پایه آخرین سرشماری شوروی در سال ۱۹۸۹، قرقیزتباران تنها ۲۲ درصد از اهالی شهر فرونزه (شهر بیشکک امروزی) را تشکیل می‌دادند و بیش از ۶۰ درصد اهالی آن شهر از روس‌ها، اوکراینی‌ها و دیگر مردم اسلاوتبار تشکیل شده‌بود.
پس از فروپاشی اتحاد جماهیر شوروی، در سال ۱۹۹۱، قرقیزستان به استقلال دست یافت.
در دوره‌هایی تنش قومی میان قرقیزها و ازبک‌ها در جلال‌آباد در جنوب قرقیزستان وجود داشته است.
انقلاب در آوریل ۲۰۱۲ به سرنگونی حکومت قربان بیگ باقی‌یف، رئیس‌جمهور پیشین قرقیزستان انجامید و به تنظیم یک قانون اساسی جدید و برقراری یک دولت انتقالی منجر شد. در نوامبر ۲۰۱۱ در این کشور انتخابات ریاست‌جمهوری برگزار شد.

## سیاست

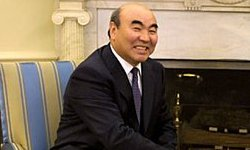
عسگر آقایف

تا پیروزی کمونیست‌ها در شوروی پیشین، قرقیزستان بخشی از ترکستان روسیه بود. سپس در سال ۱۹۲۶ میلادی، یکی از جمهوری‌های اتحاد جماهیر شوروی شد. قرقیزستان پس از فروپاشی شوروی در سال ۱۹۹۱، مستقل شد و عسگر آقایف، رهبر حزب کمونیست قرقیزستان، به ریاست جمهوری این کشور رسید، آقایف از آغاز استقلال این کشور تا سال ۲۰۰۵ میلادی قدرت را به‌دست داشت و می‌خواست تا پایان عمر در مقام ریاست جمهوری باشد. ولی سرانجام در اوایل فوریه ۲۰۰۵ به‌دنبال مجموعه‌ای از شورش‌ها عسگر آقایف رئیس‌جمهور قرقیزستان سرنگون و آشوب‌هایی در این کشور فقیر آسیای میانه به‌وقوع پیوست که طی آن مردم پایتخت شورش کردند و به کاخ ریاست جمهوری و مجلس هجوم آوردند.

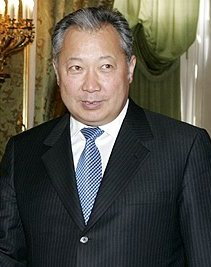
قربان بیگ باقی‌یف

به این ترتیب، عسگر آقایف به روسیه پناهنده شد و قربان بیگ باقی‌یف به جای او به ریاست جمهوری رسید و انقلاب لاله‌ای قرقیزستان به وقوع پیوست. ۵ سال بعد در سال ۲۰۱۰ میلادی مردم قرقیزستان در اعتراض به فساد مالی و گرانی قیمت برق به خیابان‌ها ریختند و دولت قربان بیگ باقی‌یف را سرنگون کردند. سپس رهبر مخالفان رزا آتونبایوا یک دولت موقت در پایتخت تشکیل داد و خواستار استعفای قربان بیگ باقی‌یف شد.

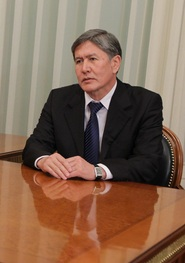
الماس‌بیگ آتامبایف

روسیه اولین کشوری بود که تغییر رژیم قرقیزستان در ۷ آوریل ۲۰۱۰ را به‌رسمیت شناخته و با توجه به موضع‌گیری‌های رسانه‌ای این کشور علیه قربان بیگ باقی‌یف، مظنون به دامن زدن به آشوب‌های ماه آوریل و تحولات در قرقیزستان شد.
پس از ناآرامی‌های خشونت‌بار قرقیزستان که موجی از نگرانی را در کشورهای منطقه از اوج‌گیری جریان‌های خشونت‌بار قومی و قبیله‌ای در آسیای مرکزی پدیدآورده بود، کمتر کسی گمان می‌برد که به فاصله‌ای اندک از این رویدادهای در نوع خود خشن و پرتلفات، در سازوکاری دموکراتیک، اولین و تنها نظام پارلمانی در آسیای میانه شکل گیرد؛ بنابراین قرقیزستان در سال‌های اخیر در عرصه دموکراسی بیش از سایر جمهوری‌های آسیای میانه پیشرفت و دستاورد داشته است.

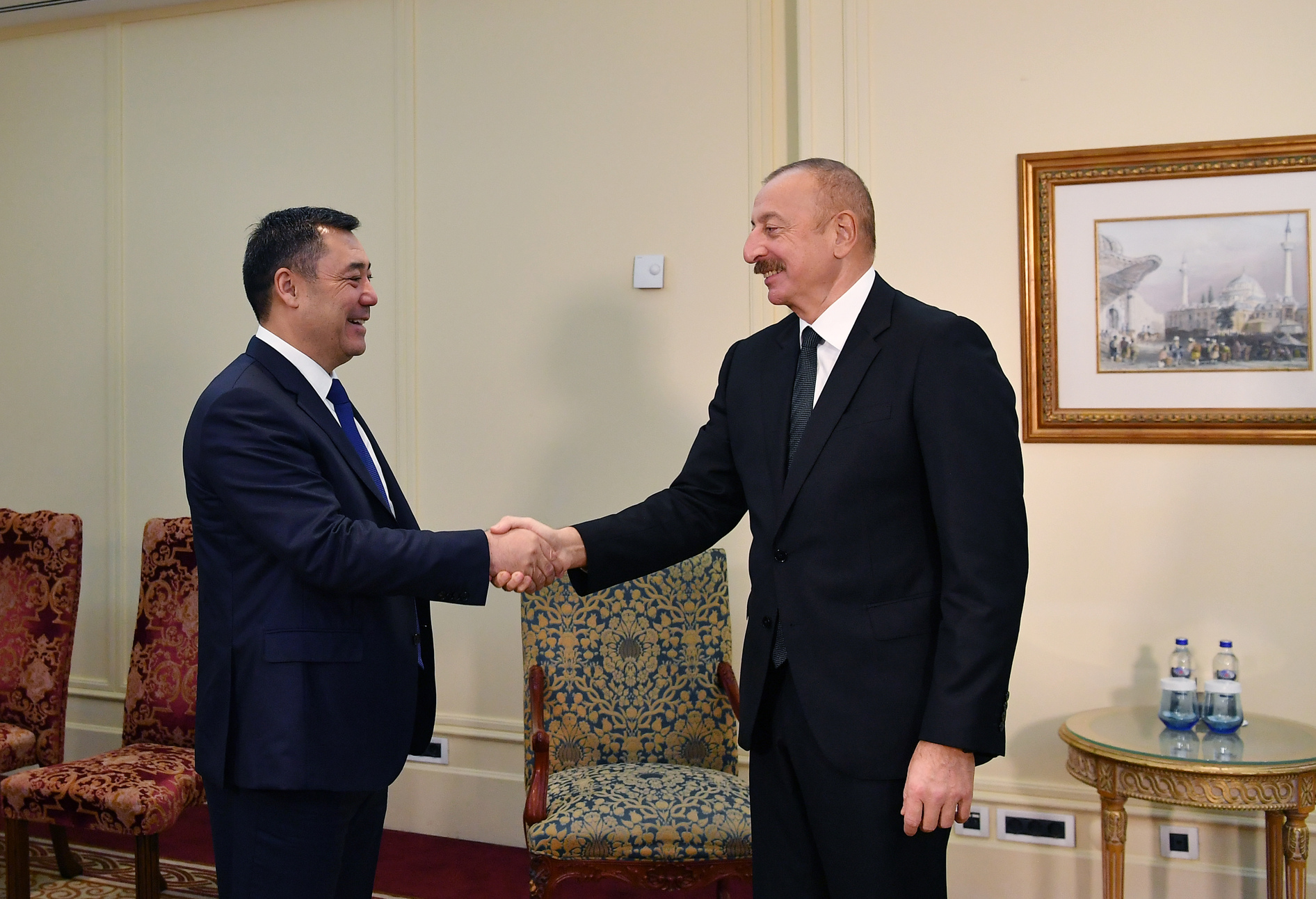
صدر جباروف رئیس‌جمهور قرقیزستان و الهام علی‌اف رئیس‌جمهور آذربایجان

در فوریه ۲۰۱۷ (اسفند ۹۵) سرویس امنیتی دولتی قرقیزستان اعلام کرد که «عمربک تکبایف» سیاستمدار مخالف دولت را به اتهام فساد و اختلاس بازداشت کرده است. این اقدام ممکن است منجر به حذف این گزینه احتمالی از انتخابات ریاست‌جمهوری سال آینده شود. تکبایف که ۵۸ سال سن دارد، فراکسیون مجلس حزب آتا مکن را رهبری می‌کند و یکی از اصلی‌ترین منتقدان «الماس‌بیگ آتامبایف» رئیس‌جمهوری پیشین این کشور محسوب می‌شد. دفتر دادستان عمومی قرقیزستان نیز در بیانیه‌ای اعلام کرد که این منتقد دولت مظنون به دریافت یک میلیون دلار رشوه از یک سرمایه‌گذار روسیه در سال ۲۰۱۰ است.

## اقتصاد

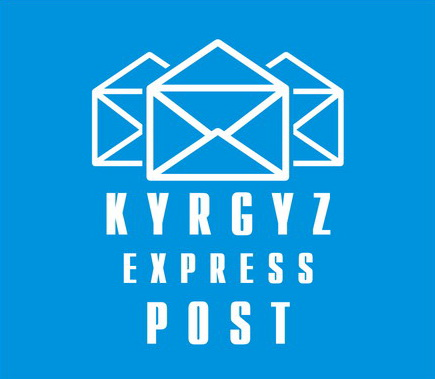
قرقیز اکسپرس پست شرکت پست قرقیزستان

این کشور گرچه منابعی از طلا و اورانیوم و فلزهای کم‌یاب دارد ولی اقتصادش عمدتاً با تجارت و از جمله صدور کالاهای بومی و به خصوص باز صدور کالاهای چینی به جمهوری‌های آسیای میانه وابسته است. از زمانی که قزاقستان در اجرای شرایط مربوط به اتحادیه گمرکی با روسیه و بلاروس عوارض گمرکی برای کالاهای کشورهای غیرعضو را افزایش داد، قرقیزستان بزرگ‌ترین بازار صادراتی خود را از دست داد.
در سال ۲۰۱۳ روسیه قروض ۵۰۰ میلیون دلاری قرقیزستان را در ازای تمدید حضور نظامی خود در این کشور بخشید و به دولت این کشور فشار وارد آورد که پایگاه نظامی آمریکا را در خاک خود تعطیل کند. نزدیک به یک میلیون از جمعیت ۶ میلیونی قرقیزستان در روسیه کار می‌کنند که پولی که به کشور می‌فرستند مبلغ قابل اعتنایی است. روسیه در سال‌های اخیر، گاه‌وبیگاه با انگیزه‌های سیاسی تهدید به تشدید سخت‌گیری در صدور روادید برای نیروی کار قرقیزستان کرده است.
قرقیزستان در سال ۲۰۱۵ عضو اتحادیه اقتصادی اوراسیا شد و در حال حاضر هماهنگ‌سازی بین کشورها به این اتحادیه واگذار شده است.
عضویت قرقیزستان در اتحادیه اقتصادی اوراسیا هم از سوی روسیه بدون پاداش نمانده است. روسیه یک صندوق توسعه با سرمایه‌ای معادل یک میلیارد دلار برای این کشور ایجاد کرده که برابر یک ششم تولید ناخالص ملی قرقیزستان است.
بر اساس آمارهای سال ۲۰۱۶ روسیه با واردات ۹۱۴ میلیون دلاری از قرقیزستان در جایگاه اول واردکنندگان و قزاقستان با واردات ۵۹۳ میلیون دلاری در جایگاه دوم قرار دارد.
در عین حال قزاقستان بعد از سوئیس دومین مقصد صادراتی قرقیزستان است که در سال ۲۰۱۶ میلادی ۲۷۴ میلیون دلار محصولات خود را به این کشور صادر کرد. اگر در نظر بگیریم که قرقیزستان ۵۰۰ میلیون دلار طلا به سوئیس صادر می‌کند، نقش قزاقستان در تجارت خارجی قرقیزها نقش زیادی دارد. علاوه بر این، در اوایل سال جاری ۱۲۵ هزار مهاجر کاری قرقیز در قزاقستان کار می‌کردند.
واحد پول این کشور سوم قرقیزستان است. هر سوم قرقیزستان معادل ۰٫۰۱۱۵ دلار آمریکا و هر دلار معادل ۸۶٫۵ سوم است. (نوامبر ۲۰۲۴).

## مردم

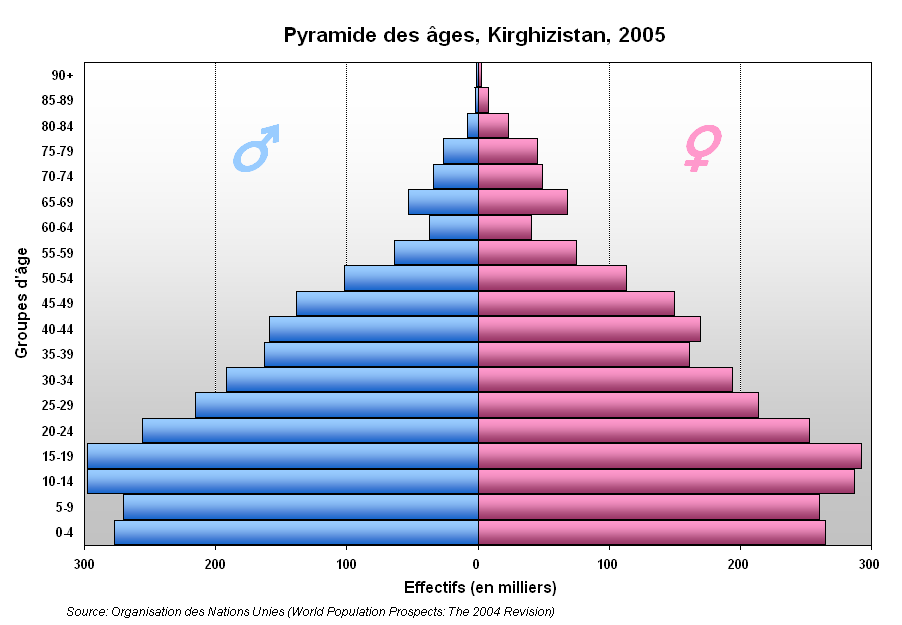
هرم جمعیت در قرقیزستان

جمعیت این کشور حدود ۶ میلیون نفر است که حدود ۶۹ درصد آن را قرقیزها، ۱۴ درصد را ازبک‌ها و ۹ درصد را روس‌ها تشکیل می‌دهند. اقلیت‌های کوچک دیگری نیز از قبیل ۲٫۸ درصد اوکراینی‌ها، ۲٪ تاتار، ۱٫۱٪ آلمانی‌ها و جمعیت کوچکی از قزاق‌ها، آذربایجانی‌ها، تاجیک‌ها و اویغورها هم در این کشور زندگی می‌کنند.
نژاد قرقیز به همراه قزاق هر دو از اقوام ترک تبار آسیای میانه هستند. باشندگان در آسیای میانه بیشتر از ۷۰ قوم و ملیت هستند و این منطقه پتانسیل لازم برای درگیری‌های قومی و نژادی دارد.

## دین

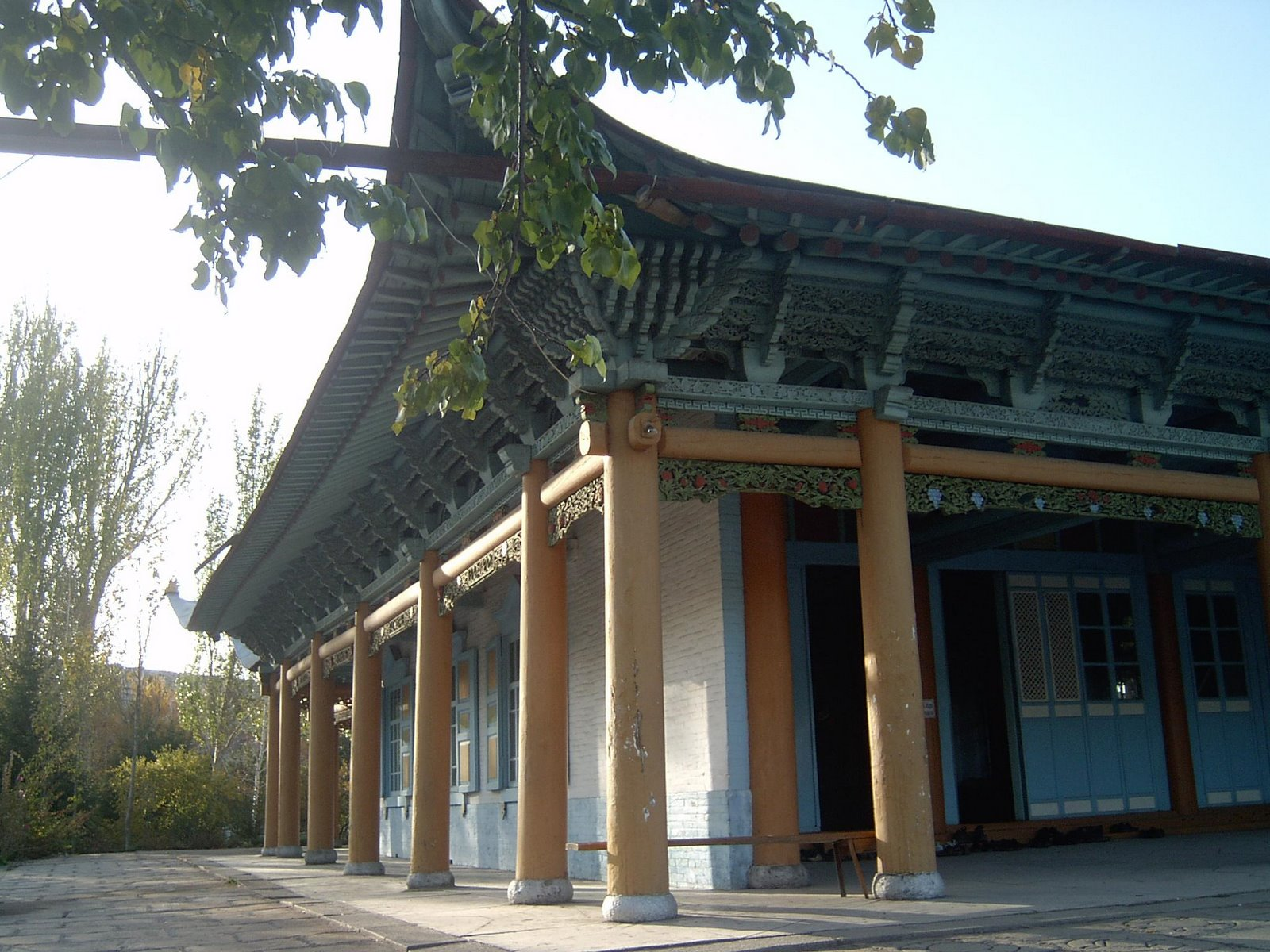
یک ساختمان مذهبی

اسلام در قرقیزستان بیشترین جمعیت پیروان را تشکیل می‌دهد. در این کشور ترک‌ها، به‌طور سنتی مسلمان هستند و اقلیت روس دارای دین مسیحی‌اند:
| دین در قرقیزستان (برآورد ۲۰۱۷) | دین در قرقیزستان (برآورد ۲۰۱۷) | دین در قرقیزستان (برآورد ۲۰۱۷) | دین در قرقیزستان (برآورد ۲۰۱۷) | دین در قرقیزستان (برآورد ۲۰۱۷) |
| ------------------------------ | ------------------------------ | ------------------------------ | ------------------------------ | ------------------------------ |
|                                |                                |                                |                                |                                |
| اسلام                          | اسلام                          |                                | ۹۰٪                            | ۹۰٪                            |
| مسیحی                          | مسیحی                          |                                | ۷٪                             | ۷٪                             |
| سایر                           | سایر                           |                                | ۳٪                             | ۳٪                             |

قرقیزها مخلوطی از نژادهای ترک و مغول بوده و احتمال می‌رود که مسکن اولیهٔ آنان سیبری جنوبی باشد. آنان قرابت نژادی نزدیکی با قزاق‌های قزاقستان دارند و پیش‌تر که قزاق‌ها را قرقیز می‌خواندند به ایشان قراقریز می‌گفتند.

## فرهنگ

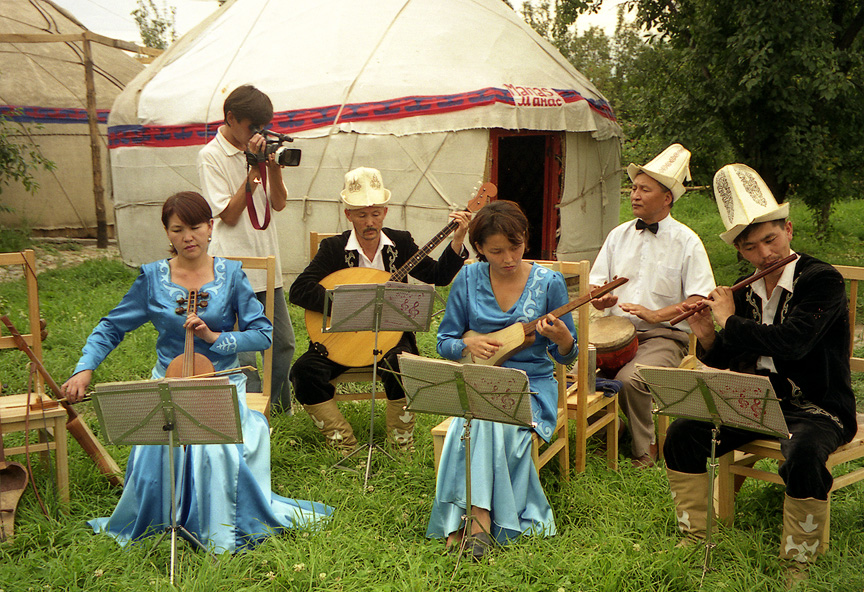
نوازنده‌های قرقیز

زبان‌های قرقیزی و روسی زبان‌های رسمی این کشورند.
زبان قرقیزی: زبان قرقیزی شاخه‌ای از زبان‌های ترکی است. این زبان دارای سه گویش شمالی، شرقی و جنوب‌غربی است. زبان ادبی جدید قرقیزی که در دوران حکومت شوروی توسعه یافته ترکیبی از ویژگی‌های تمام گویش‌های قرقیزی است. واژگان زبان قرقیزی دارای ریشه ترکی و مغولی بوده و همچنین تعدادی از لغات پارسی، عربی و روسی در این زبان وجود دارد.
خط رایج سیریلیک است که از سال ۱۹۴۰ م. جایگزین خط لاتین گردیده، قبل از آن تا سال ۱۹۲۸ خط عربی به کار می‌رفت و از سال ۱۹۲۸ تا ۱۹۴۰ خط لاتین به عنوان واسط میان عربی و سیریلی رایج شد.
درصد باسوادی در قرقیزستان ۹۸٫۷ درصد است.

## ارتش

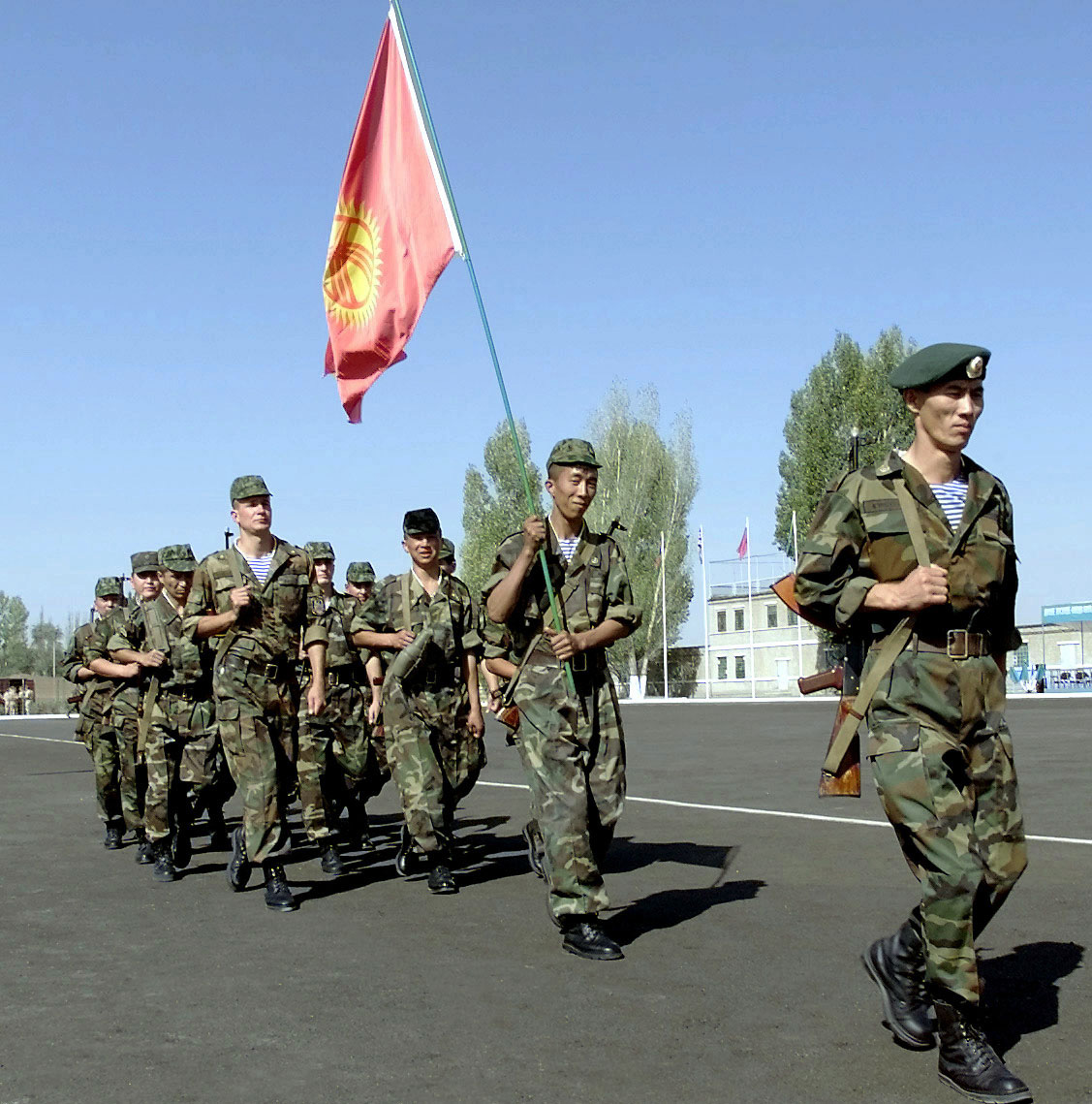
ارتش پیاده‌نظام قرقیزستان

قرقیزستان مانند سایر کشورهای آسیای میانه، از ارتش چندان بزرگ و قدرتمندی برخوردار نیست.
کل نیروهای مسلح و امنیتی این کشور در حدود ۲۰۰۰۰ نفر است که آن‌ها نیز با مشکل پایین بودن سطح آموزش‌ها و همچنین جنگ‌افزار و تجهیزات لازم مواجه هستند. افزون بر این، قرقیزستان بودجه بسیار محدود نظامی دارد که هیچ‌گاه به بالای یک میلیارد دلار نرسیده است.
در نتیجه در سال‌های اخیر، طرحی از سوی وزارت دفاع این کشور آماده شده که هدف آن، انجام اصلاحات ساختاری در نیروهای دفاعی عنوان شده است. در عرصه روابط نظامی، قرقیزها بیشترین روابط را با روسیه دارند. علت این امر تا اندازه‌ای در نتیجه وابستگی امنیتی و نظامی به روسیه است.